# Sannicola
Sannicola est une commune italienne de la province de Lecce située sur le versant ionien du Salento, dans la région des Pouilles. Avant 1911, elle était une fraction de la commune de Gallipoli.

## Administration
| Période                                  | Période  | Identité        | Étiquette     | Qualité |
| ---------------------------------------- | -------- | --------------- | ------------- | ------- |
| mai 2013                                 | en cours | Cosimo Piccione | liste civique | sindaco |
| Les données manquantes sont à compléter. |          |                 |               |         |

### Hameaux
Chiesanuova, San Simone, Lido Conchiglie.

### Communes limitrophes
Alezio, Galatone, Gallipoli, Neviano, Tuglie.